# Moriolo
Moriolo (già Morioro) è una località abitata del comune italiano di San Miniato, nella provincia di Pisa, in Toscana.

## Geografia fisica
Il borgo di Moriolo è situato in val d'Egola, alle pendici tufacee del colle che sovrasta la riva distra del torrente Egola, a circa 5 km dal centro comunale di San Miniato, nel Valdarno inferiore, lungo la strada che conduce a Volterra. 

## Storia
Paese sorto in epoca altomedievale, è citato per la prima volta in un atto pubblico del 7 maggio 786 con il toponimo Morioro. Nel 1313 il borgo è ricordato per aver ospitato il maniscalco dell'imperatore Arrigo VII. Quello stesso anni gli abitanti di Moriolo si ribellarono a San Miniato e si unirono a Pisa: il borgo passò nuovamente alla giurisdizione sanminiatese nel 1318.

## Monumenti e luoghi d'interesse
- Chiesa di San Germano, antico luogo di culto già attestato al 1260, conserva al suo interno alcune opere di pregio. La chiesa è sede di una parrocchia che conta 197 abitanti.[1]
- Oratorio di San Matteo, noto come "il chiesino", piccola cappella gentilizia della storica villa di Sorrezzana, risale agli anni tra il XVII e il XVIII secolo. Dopo decenni di abbandono l'oratorio è stato completamente restaurato nel 1999 e gli interni affrescati dal pittore Luca Macchi.[3]
- Castello di Morioro, scomparso.

## Geografia antropica
Ai piedi dello sperone su cui sorge il nucleo abitato di Moriolo (138 m s.l.m., 18 abitanti), sono situate due località dipendenti da esso: Casotti di Moriolo (135 m s.l.m., 19 ab.) e Piano di Moriolo (133 m s.l.m., 15 ab.).